# 김동현 (1998년 1월)
김동현(1998년 9월 22일 ~ )는 대한민국의 축구 선수로, 포지션은 골키퍼이다.